# Kemalpaşaspor
Kemalpaşaspor ist ein türkischer Fußballverein aus Kemalpaşa in der Provinz Izmir, der vor allem durch seine fünfjährige Spielzeit in der 3. Liga bekannt ist.

## Geschichte

### Frühe Jahre
1954 gegründet, fristete der Verein sein Dasein lange Zeit in den regionalen Amateurligen der Provinz Izmir. 1984 spielte man erstmals in der 3. Liga, damit war Kemalpaşaspor zum ersten Mal in seiner Geschichte ein professioneller Fußballverein. Die erste Saison in der 3. Liga wurde als Vorletzter und mit dem 13. Platz beendet, während Kemalpaşaspor in der nachfolgenden Saison 1985/86 das Schlusslicht bildete, bemerkenswert ist hierbei, dass die Mannschaft kein Spiel gewinnen konnte und lediglich fünf Punkte vorweisen konnte. Da es zu diesem Zeitpunkt jedoch keine Absteiger in der 3. Liga gab, durfte Kemalpaşaspor in der Liga weiterspielen.
Vor Beginn der Saison 1986/87 legte der türkische Fußballverband fest, dass die letzten beiden einer jeweiligen Gruppe aus der Liga absteigen müssen, nun wurde es für Kemalpaşaspor „ernst“. In den Spielzeiten 1986/87 und 1987/88 konnte Kemalpaşaspor den Abstieg noch knapp verhindern, allerdings war das Abenteuer 3. Liga dann in der Saison 1988/89 für Kemalpaşaspor zu Ende: 27 Punkte waren für den Klassenverbleib zu wenig, der Club stieg als letzter (16.) Platz ab und verabschiedete sich – bis heute – vom Profisport.

### Neuzeit
Seitdem spielt Kemalpaşaspor in regionalen Ligen, in der Saison 2013/14 der İzmir Süper Amatör Lig (6. Liga) musste der Verein nach einer enttäuschenden Saison mit neun Punkten und, wieder als letzter Platz, in die İzmir 1. Amatör Lig absteigen. In der Saison 2014/15 wurde der vierte Platz erreicht, in der darauffolgenden Saison 2015/16 hingegen wurde man sechster Platz, was den Abstieg in die İzmir 2. Amatör Lig bedeutete.

## Ligazugehörigkeit
- 3. Liga: 1984–1989
- Regionale Amateurligen: 1954–1984, 1989–